# Kenđucu
Kenđucu, (jap. kanđijem: 剣術, hiraganom:けんじゅつ, u prijevodu: ken - mač, đucu - borba; u eng. i prijašnjoj hrv. literaturi kenjutsu). Opći izraz na japanskom jeziku za mačevanje; borilačka vještina koja njeguje tradicionalne tehnike,  metode i vrijednosti, nasuprot športskom karakteru modernog kenda. Kao termin za mačevalačke discipline koristi se u mnogim borilačkim športovima i vještinama: kendo, aikido, ninđucu, iaido.